# Farlig väg
Farlig väg (engelska: Side Street) är en amerikansk långfilm från 1950 i regi av Anthony Mann, med Farley Granger, Cathy O'Donnell, James Craig och Paul Kelly i rollerna.

## Handling
Joe Norson (Farley Granger) är en ärlig familjefar och brevbärare. Men han faller för frestelsen och stjäl $30 000 från den ohederliga advokaten Victor Backett (Edmon Ryan). Det Norson inte vet är att pengarna är en avbetalning från Emil Lorrison (Paul Harvey), en oskyldig man som blivit utpressad av Backett. Advokaten dödar snart Lorrison och dumpar hans kropp i vattnen utanför New York. Joe försöker förklara sin nya rikedom för sin fru Ellen (Cathy O'Donnell) och övertygar henne att han fått ett nytt och fint jobb. Han lämnar pengarna hos sin vän, bartendern Nick Drumman (Edwin Max), men snart blir det för mycket för Norsons samvete och han försöker lämna tillbaka pengarna till Backett. När Backett förstår vad som har hänt hamnar Joe i dödliga bekymmer.

## Rollista
| Farley Granger  | – Joe Norson              |
| Cathy O'Donnell | – Ellen Norson            |
| James Craig     | – Georgie Garsell         |
| Paul Kelly      | – Captain Walter Anderson |
| Jean Hagen      | – Harriet Sinton          |
| Paul Harvey     | – Emil Lorrison           |
| Edmon Ryan      | – Victor Backett          |
| Charles McGraw  | – Stanley Simon           |
| Edwin Max       | – Nick Drumman            |
| Adele Jergens   | – Lucille 'Lucky' Colner  |
| Harry Bellaver  | – Larry Giff              |
| Whit Bissell    | – Harold Simpsen          |
| John Gallaudet  | – Gus Heldon              |
| Esther Somers   | – Mrs. Malby              |
| Harry Antrim    | – Mr. Malby               |

## Produktion
Filmen spelades in på plats i New York.

## Mottagande
Filmrecensenten Bosley Crowther på The New York Times ansåg att filmen var ett kompetent verk, gjort helt enligt ritningarna om att "brott inte lönar sig", men den kunde egentligen bara rekommenderas till dem som verkligen var fascinerade av den kriminella världen:
| ” | In short, it's a fair enough crime picture, ending with a screaming downtown chase and the moral very tenderly delivered by the usual narrator's voice. But, cut down to its essentials, that's just about all it is: in short. It can only be fully recommended to those who have a deep and morbid interest in crime. | „ |

Filmens anseende har dock stigit med åldern och den ses numera som en viktig del i Anthony Manns filmografi och inom film noir-genren.